# 严艺丹
嚴藝丹（1982年10月15日—），為中國大陸女歌手、演員、音樂製作人、作詞人、作曲家。她畢業於中央戏剧学院。2011年因作词作曲并演唱《步步驚心》片尾曲《三寸天堂》而聲名大噪。

## 經歷
- 2011年4月，由中央人民廣播電台Music Radio音樂之聲所舉辦的「中國Top排行榜」頒獎晚會中，以其作品《左半邊翅膀》入圍Top榜，獲頒「內地最佳製作人」和「內地最佳作詞」兩項大獎。她获得過音乐颁奖裡的金曲大奖。2012年，坚持音乐本位创作理念的她创建了独立音乐品牌-心樂唐文化。2012年12月，首张个人专辑《無·果》正式在中国大陆发行。

## 作品

### 電視劇
| 年度   | 剧名                   | 角色 | 備註 |
| ------ | ---------------------- | ---- | ---- |
| 2004年 | 《律政佳人》           | 方怡 |      |
| 2006年 | 《律政佳人2》          | 方怡 |      |
| 2006年 | 《阳光像花一样绽放》   | 客串 |      |
| 2015年 | 《隐秘动机》           |      | 网剧 |
| 2015年 | 《長在麵包樹上的女人》 | 林日 |      |
| 2015年 | 《暖心食堂》           |      | 网剧 |

### 專輯
- 2012年 無·果
- 2016年 醉城傷
- 2017年 等

### 單曲
- 2011年 《步步驚心》片尾曲《三寸天堂》
- 2012年 《新白髮魔女傳》片尾曲《流戀》插曲《無·果》
- 2012年 《搞定岳父大人》主题曲《手贴手的约定》
- 2014年 《麵包树上的女人》插曲《醉城伤》
- 2015年 《仙劍奇俠傳六》主题曲《誓言成暉》
- 2018年《大約是愛》片尾曲《我渴望的我們》
- 2018年《大約是愛》插曲《流星不下雨》
- 2020年《哪吒降妖記》片尾曲《不過是愛》
- 2020年《哪吒降妖記》插曲《哪吒》
- 2023年《蓮花樓》片尾曲《人世太匆忙》
- 2025年《看着我》暧昧曲《难哄》

### 詞曲作品
- 快樂家族（何炅、謝娜、李维嘉、杜海濤、吳昕）（專輯《快樂你懂的》製作人、部分詞曲創作）
- 武藝 《問月》（作詞）
- 陳翔 《煙火》（作詞）
- 李宇春 《Why me》（词曲）、《蜀绣》（作曲）
- 金莎 《雪绒花》（詞曲）
- 楊冪 《琉璃月》（作詞）
- 俞灏明、魏晨、朱梓骁、張　翰 电视剧《一起来看流星雨》《讓我為你唱首歌》（作词，并与刘佳共同作曲）、《愛的華爾滋》（作詞）
- 張萌、王海洋 电视剧《神話》片頭曲《穿越》（作詞）
- 胡歌、白冰 电视剧《神話》片頭曲《美丽的神话》（作詞）
- 成龍 《飲水思源》（作詞）
- 黃曉明 《我的南方》（作詞）
- 許飛 《左半邊翅膀》（作詞）
- 李宵雲 《微笑练习》（作詞）
- 胡歌 电视剧《怪俠一枝梅》片頭曲《天地梅花開》（詞曲）
- 胡歌、阿蘭 电视剧《步步驚心》片頭曲《一念執著》（词曲）
- 劉詩詩 电视剧《步步驚心》插曲《等你的季節》（詞曲）
- 嚴藝丹 电视剧《步步驚心》主題曲、片尾曲《三寸天堂》（词曲）
- 吳奇隆 電視劇《新白髮魔女傳》片頭曲《留香》（詞曲）
- 吳奇隆、嚴藝丹 電視劇《新白髮魔女傳》片尾曲《流戀》（詞曲）
- 吳奇隆 電視劇《新白髮魔女傳》插曲《無常》（詞曲）
- 嚴藝丹 電視劇《新白髮魔女傳》插曲《無·果》（作詞）
- 吳奇隆 電視劇《步步驚情》插曲《如果緣只到遇見》（詞曲）
- 吳奇隆 電視劇《犀利仁師》片頭曲《愛你的我今天長這樣》（詞曲）
- 吳奇隆 電視劇《犀利仁師》片尾曲《不能說出口的諾言》（詞曲）
- 吳奇隆 電視劇《寒冬》主題曲《雪夜》（詞曲）
- 吳奇隆、嚴藝丹 電視劇《寒冬》片尾曲《寒冬》（詞曲）
- 佟夢實 、裴子添等 電視劇 《玄門大師》片尾曲 《恍然知愛》（詞曲）
- 佟夢實、裴子添等 電視劇《玄門大師》片頭曲 《問道》 （作曲，與唐曉磊共同作詞）
- 電視劇《大約是愛》片尾曲《我渴望的我們》（詞曲）
- 電視劇《大約是愛》插曲《流星不下雨》（詞曲）
- 易烊千璽 《陷落美好》（詞曲)
- 電視劇《哪吒降妖記》片頭曲《鬧》（詞曲）
- 電視劇《哪吒降妖記》插曲《還你》（詞曲）
- 電視劇《蓮花樓》片頭曲《就在江湖之上》（詞曲）
- 電視劇《蓮花樓》插曲《一壺蓮花醉》（詞曲）
- 電視劇《蓮花樓》插曲《山外》（作詞，與李若晨共同作詞）

### 作品風格
嚴藝丹成名曲《步步驚心》主題曲、片尾曲《三寸天堂》中，以細膩的聲線，詮釋那份想愛卻不能愛的無奈與悲傷，歌詞中一字一句透露著淒美的意境。這首作品表現了嚴藝丹的作詞風格，細膩而深情，將古典美完整的呈現出來。